# المجموعة الاقتصادية الأوروآسيوية
المجموعة الاقتصادية الأوروآسيوية أو المجموعة الاقتصادية الأوراسية، والمعروفة بالاسم المختصر Eurasec (أوEurAsEC أو EAEC اختصارا لـ Eurasian Economic Community، الروسية: Евразийское экономическое сообщество أو ЕврАзЭС؛ الأوكرانية: ЄврАзЕС) هي منظمة حكومية دولية للتعاون الاقتصادي والتجارة والجمارك والتكنولوجي والنقدي والصناعي والمالي والإنساني والعلمي والزراعي والطاقة من دول رابطة الدول المستقلة. روسيا، باعتبارها قوة اقتصادية كبرى (في عام 2007، 8 في العالم)، وتتمتع بمقعد دائم في الأمم المتحدة وتحمل عنوان وريث الاتحاد السوفياتي السابق، تمثل المجموعة الاقتصادية الأوراسية بما في ذلك على الصعيد الدولي كمجموعة الدول الصناعية السبع، ومجموعة العشرين والبريكس من قبل.
توقفت المجموعة الاقتصادية الأوروبية الآسيوية رسميا في 1 يناير 2015. بعد اتفاق بشأن وقف نشاط المنظمة وقعه رؤساء الدول الأعضاء في 10 أكتوبر 2014 في قمة رابطة الدول المستقلة في مينسك.